# Africaleurodes ananthakrishnani
Africaleurodes ananthakrishnani là một loài côn trùng cánh nửa trong họ Aleyrodidae, phân họ Aleyrodinae.
Africaleurodes ananthakrishnani được Dubey & Sundararaj miêu tả khoa học đầu tiên năm 2006.